# يفغيني برتلس
يفغيني برتلس (الروسية: Евге́ний Эдуа́рдович Берте́льс) ( 1890 - 1957 ) هو مستشرق روسي مهتم بالأدب الفارسي.